# Arnold Lotz
Arnold Lotz (* 26. März 1851 in Döbling; † 28. März 1930 in Wien) war ein österreichischer Architekt.

## Leben
Arnold Lotz besuchte nach der Oberrealschule von 1868 bis 1871 das Polytechnikum in Wien. Nach dieser Ingenieur-Ausbildung begann er zu arbeiten, kehrte aber nach der Aufwertung des Polytechnikums zur Technischen Hochschule an dieses Institut zurück und studierte von 1877 bis 1880 bei Heinrich von Ferstel und Karl König. Danach machte er sich mit seinem Studienkollegen Joseph von Wieser selbständig; die Bürogemeinschaft bestand zehn Jahre lang und wurde 1891 aufgelöst. Daneben praktizierte Lotz aber auch bei dem großen Architekturbüro Helmer und Fellner. Nach 1891 arbeitete Lotz alleine weiter.
Es kam zu einem Zwist mit dem Österreichischen Ingenieur- und Architekten-Verein, infolge dessen er 1901 seine Mitgliedschaft dort kündigte und nach Budapest ging. Dort nahm er als Geometer an der Triangulierung der Stadt teil und war später im Stadtbauamt von Budapest tätig. Nach dem Ersten Weltkrieg kehrte er wieder nach Wien zurück und trat 1922 dem Österreichischen Ingenieur- und Architekten-Verein wieder bei. Lotz starb im 79. Lebensjahr und wurde auf dem Evangelischen Friedhof Matzleinsdorf beerdigt.

## Werk

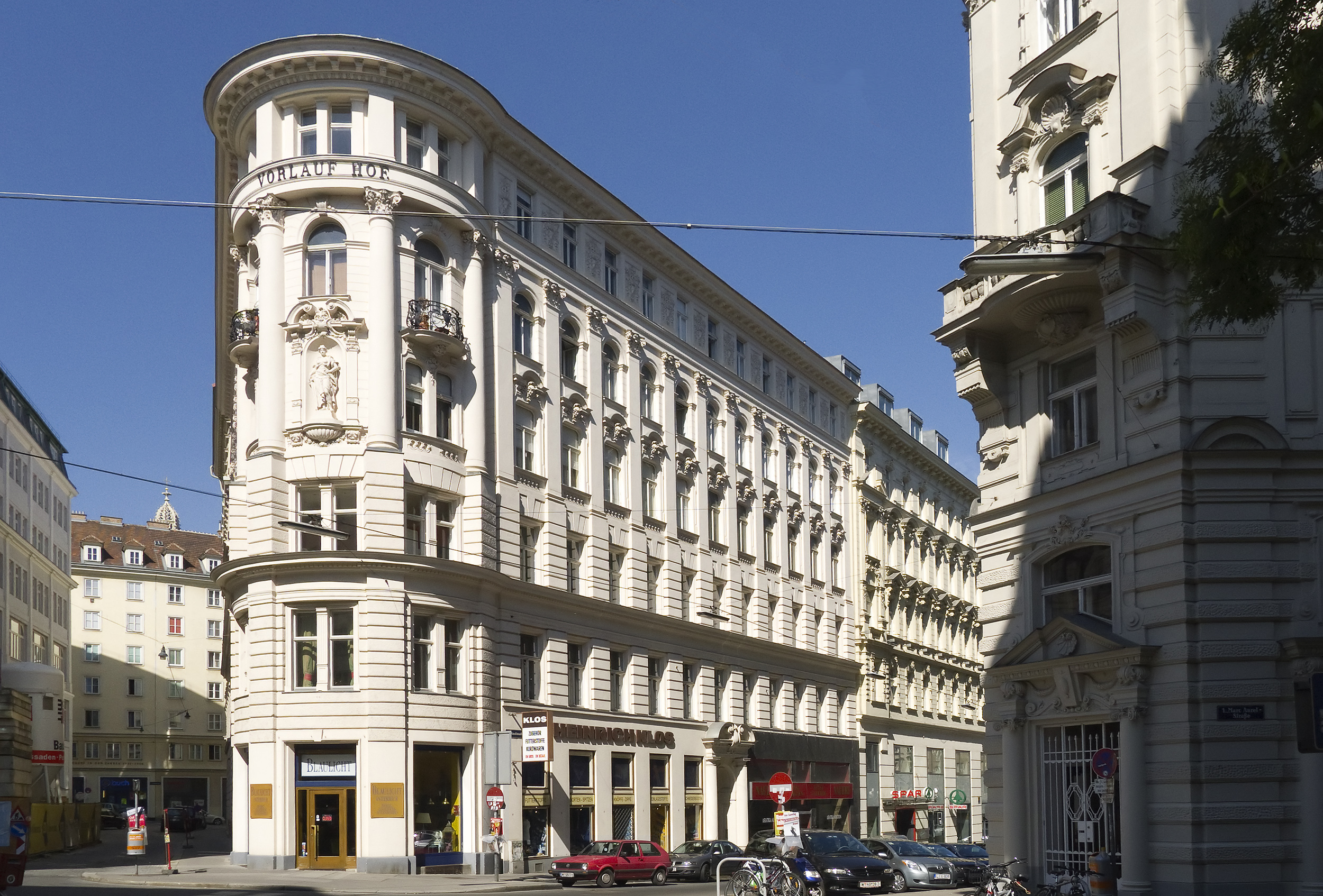
Vorlaufstraße 1 (1890)

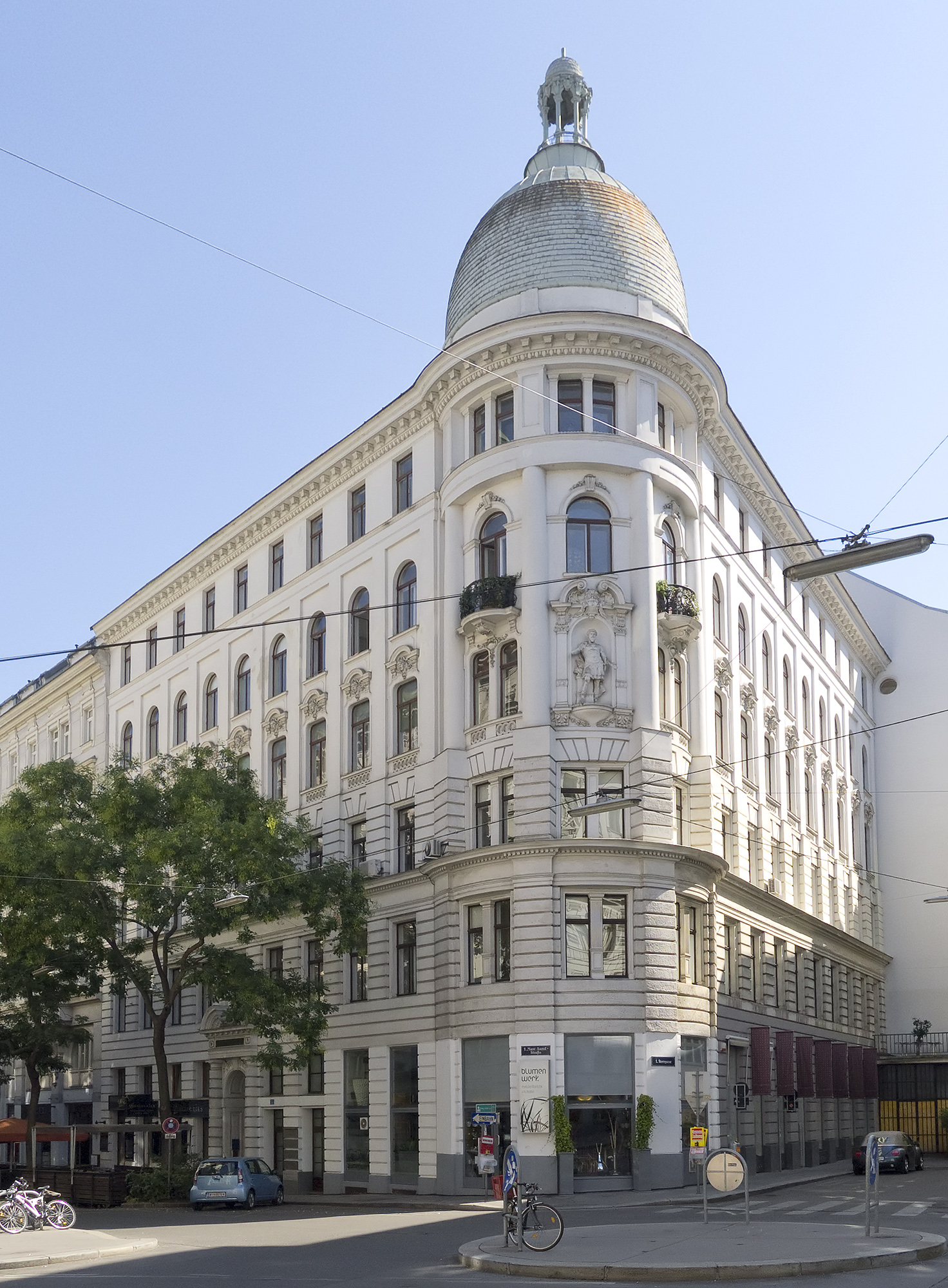
Marc-Aurel-Hof (1891–1892)

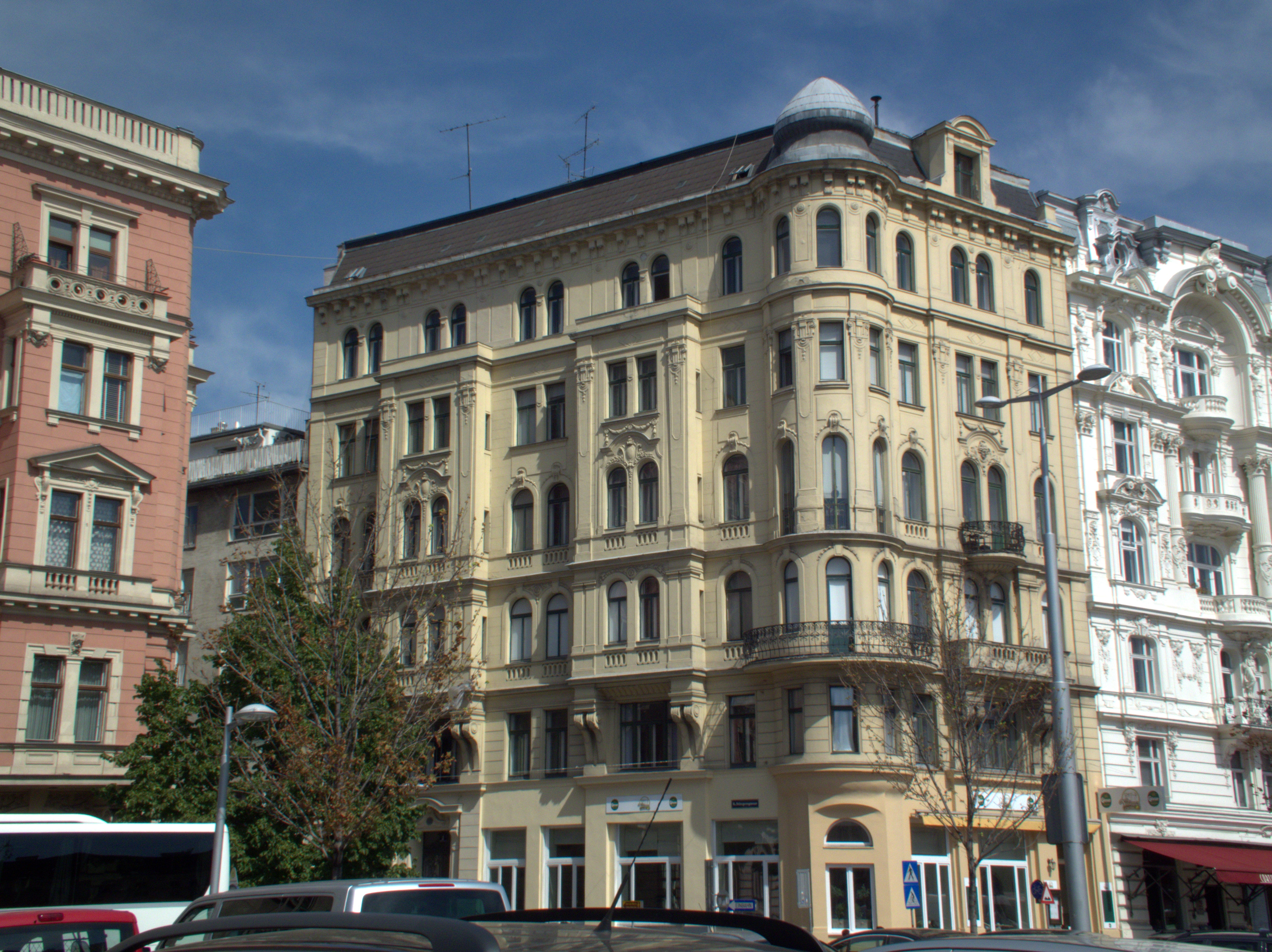
Linke Wienzeile 44 (1899)

Arnold Lotz war ein Vertreter des historistischen Baustils. In seinen Wohn- und Geschäftshäusern bevorzugte er anfangs Formen der deutschen Renaissance, später des Neobarock. Seine Bauten sind meist reich dekoriert. Bei den Geschäftshäusern zeigte er sich neuen technischen Entwicklungen, wie der Ständerbauweise, aufgeschlossen.
Lotz beschäftigte sich auch mit der Stadtplanung. Er forderte für Wien die Schaffung von großflächigen Boulevards und Plätzen im Innenstadtgebiet nach dem Vorbild von Paris oder London. So wollte er hinter dem Stephansdom einen Kaiser-Franz-Josefs-Jubiläumsplatz als Gegenstück zum Graben schaffen. Möglicherweise war die Erfolglosigkeit seiner diesbezüglichen Bemühungen der Grund, warum er Wien verließ und nach Budapest ging.
Gemeinsam mit Joseph von Wieser:
- Wohnhaus, Veithgasse 4, Wien 3 (1884)
- Miethaus, Eggerthgasse 8, Wien 6 (1886)
- Miethaus, Eggerthgasse 10 / Luftbadgasse 19, Wien 6 (1887)
- Miethaus, Luftbadgasse 17, Wien 6 (1887)
- Miethaus, Dürergasse 18 / Eggerthgasse 6, Wien 6 (1887)
- Miethäuser, Czerningasse 15–23, Wien 2 (1887)
- Wohn- und Geschäftshaus, Vorlaufstraße 4 / Salzgries 13, Wien 1 (1887), zerstört
- Wohn- und Geschäftshaus, Salzgries 6 / Salztorgasse 1, Wien 1 (1887)
- Wohnhaus, Strohgasse 35, Wien 3 (1888)
- Wohn- und Geschäftshaus „Zu den 3 goldenen Dacheln“, Marc Aurel-Straße 3, Wien 1 (1890)

in alleiniger Verantwortung:
- Miethaus „Vorlauf-Hof“, Vorlaufstraße 1, Wien 1 (1890), Eckkuppel entfernt
- Miethaus „Marc Aurel-Hof“, Marc Aurel-Straße 6, Wien 1 (1891–1892)
- Wohnhaus, Strohgasse 22 / Veithgasse / Marokkanergasse, Wien 3 (1893), nach Bombentreffer vereinfacht wieder aufgebaut, Torumrahmung erhalten
- Wohn- und Geschäftshaus, Mariahilfer Straße 3, Wien 6 (1894), von F. Frauenfeld ausgeführt
- Wohn- und Geschäftshaus, Mariahilfer Straße 7, Wien 6 (1894), abgerissen
- Wohn- und Geschäftshaus, Mariahilfer Straße 29, Wien 6 (1895), von F. Frauenfeld ausgeführt
- Miethaus, Schulerstraße 22, Wien 1 (1896)
- Miethaus, Spiegelgasse 4, Wien 1 (1896)
- Hotel Crikvenica, Crikvenica (1891–95), ab 1893: Josef Höfler (1860–1927)
- Miethaus „Bärringer-Hof“, Fischerstiege 9, Wien 1 (1897)
- Miethaus, Salzgries 15, Wien 1 (1899), Fassade vereinfacht
- Miethaus, Linke Wienzeile 44, Wien 6 (1899), mit Kupka & Orglmeister